# Saison 1989-1990 du Montpellier Hérault Sport Club
Maillots
Chronologie
Saison précédente Saison suivante
La saison 1989-1990 du Montpellier HSC a vu le club évoluer en Division 1 pour la troisième saison consécutive. 
Après un recrutement ambitieux et des débuts encourageants, les pailladins voient la machine s'enrailler jusqu'à se retrouver dans la zone de relégation d'où ils ressortiront grâce au changement d'entraineur pour terminer à la 13e place du championnat. 
Le parcours en Coupe de France est à l'opposé de celui du championnat, et se termine en apothéose au Parc des Princes pour un second titre majeur dans l'histoire du club.

## Déroulement de la saison

### Inter-saison
L'intersaison est assez mouvementée lors de l'été 1989, en effet, le départ de Pierre Mosca en tant qu'entraineur ainsi que les fins de carrière de Roger Milla qui part en Réunion et de Jean-Marc Valadier, le meilleur buteur du club à l'époque laissent un grand vide au sein de l'attaque pailladine.
Afin de relancer l'équipe, Aimé Jacquet, triple champion de France avec les Girondins de Bordeaux est recruté pour remplacer l'ancien de la maison. Avec ce dernier arrivent trois joueurs expérimentés, Wilbert Suvrijn, Daniel Xuereb, et Vincent Guérin et Louis Nicollin lui offre même deux autres internationaux français, Stéphane Paille et Éric Cantona. 
Si ces deux joueurs consentent à faire des sacrifices financiers pour venir au club, l'opération est tout de même délicate. Aux 3 millions de prêt à payer à l'Olympique de Marseille pour Éric Cantona s'ajoutent les 12 millions du transfert de Stéphane Paille pour le FC Sochaux-Montbéliard. Le président, la Ville de Montpellier et le Département s'associent alors pour financer le tout, mais en contrepartie, le club doit changer de nom devient le Montpellier Hérault Sport Club. Le club change également de couleur et abandonne le rouge pour passer au bleu et blanc, couleurs de la ville de Montpellier.
C'est la fin d'une époque, la Paillade disparaît et laisse place à un club plus ambitieux qui vise le sommet du football français.

### Championnat
En ce début de championnat, Aimé Jacquet décide de se passer du colombien Carlos Alberto Valderrama en lui offrant plusieurs mois de vacances supplémentaires à la suite de sa participation à la Copa America 1989. Le début de saison est une succession de résultats irréguliers et les "affaires" éclatent avec dans un coin les "stars", Stéphane Paille, Éric Cantona, Laurent Blanc, Júlio César da Silva, Vincent Guérin et Wilbert Suvrijn et de l'autre les "sans-grade", Pascal Baills, Franck Lucchesi, Michel Der Zakarian, Jean-Claude Lemoult qui en viennent parfois aux mains. 

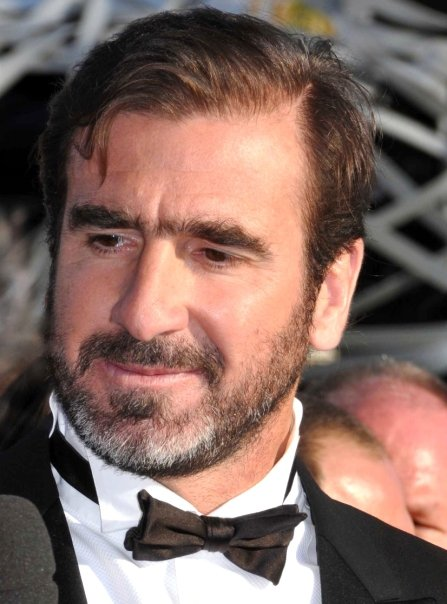
Éric Cantona, capable du meilleur comme du pire.

Mais un soir d'octobre, c'est carrément ses chaussures que Éric Cantona "essuie" sur les quelques cheveux de Jean-Claude Lemoult, accusé d'avoir dénoncé le manque de réalisme de l'attaque pailladine. Si celui-ci est immédiatement mis au ban, et est passé même proche du licenciement, les deux joueurs sont écartés. Mais la situation dans le vestiaire ne s'améliore pas pour autant et s'ensuivent six matches sans victoire qui seront fatals à Aimé Jacquet, licencié, et à Stéphane Paille, transféré aux Girondins de Bordeaux. 
Éric Cantona est ensuite réintégré à la demande des supporters, Laurent Blanc recule au poste de libéro et William Ayache est recruté. Michel Mézy reprend alors les rênes d'un club à la dérive dont le seul objectif est devenu le maintien qui est obtenu de justesse, 13e avec seulement 4 points d'avance sur le premier relégable.

### Coupes nationales
Alors que le club est à la dérive en championnat, c'est en Coupe de France que renaît l'équipe héraultaise, et sous l'impulsion d'un Carlos Alberto Valderrama revenu à son meilleur niveau, d'un Éric Cantona devenu disciple de Michel Mézy et d'une équipe qui tire tous dans le même sens, les tours sont franchis un à un avec notamment l'élimination du FC Nantes à la Mosson (2-0), puis de l'AS Saint-Étienne en demi-finale à Geoffroy-Guichard grâce à un but de l'incontournable Éric Cantona. 
Le club se voit déjà européen en imaginant rencontrer le tout récent champion, l'Olympique de Marseille, au Parc des Princes. Michel Mézy et Louis Nicollin tombent dans les bras l'un de l'autre, rejoints par Georges Frêche. Mais c'était sans compter sur le Racing Paris 1 qui bien que relégué en Division 2, gagnera le lendemain le droit de disputer le précieux trophée. 
Cette finale est sans spectacle, et les commentateurs de TF1, déçus de ne pas voir les stéphanois et les marseillais en finale, annoncent leur regret de voir deux clubs aussi tristes pouvant représenter la France en Coupe d'Europe. Malgré tous, après ce match terne, le Montpellier HSC remporte son premier trophée grâce à un but de Kader Ferhaoui dans les prolongations (2-1). La Place de la Comédie est en feu et rend hommage à son entraîneur qui quittera le club à la suite de quelques tensions avec son président, et à Éric Cantona qui retournera à l'Olympique de Marseille par solidarité.

## Joueurs et staff

### Transferts
| Été 1989            |             |                                |                        |                   |
| Nom                 | Nationalité | Transfert                      | Provenance/Destination | Division          |
| Arrivées            |             |                                |                        |                   |
| Jérôme Palatsi      | France      | Premier contrat pro            |                        |                   |
| Bruno Alicarte      | France      | Premier contrat pro            |                        |                   |
| Franck Rizzetto     | France      | Premier contrat pro            |                        |                   |
| Jean-François Scala | France      | Premier contrat pro            |                        |                   |
| Vincent Guérin      | France      | Transfert                      | Racing Paris 1         | Division 1        |
| Wilbert Suvrijn     | Pays-Bas    | Transfert                      | Roda JC                | Eredivisie        |
| Daniel Xuereb       | France      | Transfert                      | Paris Saint-Germain    | Division 1        |
| Laurent Castro      | France      | Premier contrat pro            |                        |                   |
| Stéphane Paille     | France      | Transfert                      | FC Sochaux-Montbéliard | Division 1        |
| Prêts               |             |                                |                        |                   |
| Éric Cantona        | France      | Prêt                           | Olympique de Marseille | Division 1        |
| Retours de Prêt     |             |                                |                        |                   |
| Radouane Abbes      | Algérie     | Expiration de la durée de prêt | FC Sète                | Division 2        |
| Claude Rioust       | France      | Expiration de la durée de prêt | FC Sète                | Division 2        |
| Départs             |             |                                |                        |                   |
| Bruno Bellone       | France      | Transfert                      | AS Cannes              | Division 1        |
| Christian Saboye    | France      | Transfert                      | Olympique avignonnais  | Division 2        |
| Claude Lowitz       | France      | Transfert                      | FC Nantes              | Division 1        |
| Gérard Buscher      | France      | Transfert                      | Brest Armorique FC     | Division 1        |
| Jean-Marc Valadier  | France      | Fin de contrat (Retraite)      |                        |                   |
| Patrick Cubaynes    | France      | Transfert                      | Olympique avignonnais  | Division 2        |
| Roger Milla         | Cameroun    | Fin de contrat                 | JS Saint-Pierroise     | DH de La Réunion  |
| Sami Edwige         | France      | Transfert                      | FC Martigues           | Division 2        |
| Luc Dupin           | France      | Transfert                      | Stade Montois          | Division inconnue |
| Jean-Yves Hours     | France      | Transfert                      | SM Caen                | Division 1        |

| Changement d'entraineur (1er juillet 1989) |             |           |                        |            |
| Nom                                        | Nationalité | Transfert | Provenance/Destination | Division   |
| Arrivées                                   |             |           |                        |            |
| Aimé Jacquet                               | France      | Transfert | Girondins de Bordeaux  | Division 1 |
| Départs                                    |             |           |                        |            |
| Pierre Mosca                               | France      | Transfert | Toulouse FC            | Division 1 |

| Hiver 1989-1990 |             |           |                        |            |
| Nom             | Nationalité | Transfert | Provenance/Destination | Division   |
| Arrivées        |             |           |                        |            |
| William Ayache  | France      | Transfert | Girondins de Bordeaux  | Division 1 |
| Départs         |             |           |                        |            |
| Stéphane Paille | France      | Transfert | Girondins de Bordeaux  | Division 1 |

| Changement d'entraineur (12 février 1990) |             |                     |                        |          |
| Nom                                       | Nationalité | Transfert           | Provenance/Destination | Division |
| Arrivées                                  |             |                     |                        |          |
| Michel Mézy                               | France      | Changement de poste |                        |          |
| Départs                                   |             |                     |                        |          |
| Aimé Jacquet                              | France      | Licenciement        |                        |          |

## Rencontres de la saison

### Division 1
| Tour       | Adversaire             | Lieu | Résultat | Buteurs du MHSC                                                          |
| Journée 1  | AS Cannes              | Dom. | 4-1      | Stéphane Paille · Laurent Blanc · Éric Cantona                           |
| Journée 2  | FC Mulhouse            | Ext. | 0-2      | -                                                                        |
| Journée 3  | Girondins de Bordeaux  | Dom. | 1-2      | Kader Ferhaoui                                                           |
| Journée 4  | Paris Saint-Germain    | Ext. | 1-2      | Éric Cantona                                                             |
| Journée 5  | AJ Auxerre             | Dom. | 1-0      | Stéphane Paille                                                          |
| Journée 6  | Olympique de Marseille | Ext. | 0-2      | -                                                                        |
| Journée 7  | Olympique lyonnais     | Dom. | 2-0      | Laurent Blanc · Júlio César                                              |
| Journée 8  | FC Nantes              | Ext. | 1-1      | Laurent Blanc                                                            |
| Journée 9  | Toulouse FC            | Dom. | 1-0      | Daniel Xuereb                                                            |
| Journée 10 | OGC Nice               | Ext. | 0-3      | -                                                                        |
| Journée 11 | FC Metz                | Dom. | 1-2      | Laurent Blanc                                                            |
| Journée 12 | Racing Paris 1         | Dom. | 2-1      | Éric Cantona · Daniel Xuereb                                             |
| Journée 13 | FC Sochaux-Montbéliard | Ext. | 1-3      | Laurent Blanc                                                            |
| Journée 14 | Sporting Toulon        | Dom. | 3-0      | (c.s.c.) Thierry Pister · Laurent Blanc · Daniel Xuereb                  |
| Journée 15 | Lille OSC              | Ext. | 0-1      | -                                                                        |
| Journée 16 | AS Saint-Etienne       | Dom. | 3-3      | Daniel Xuereb · Kader Ferhaoui                                           |
| Journée 17 | SM Caen                | Ext. | 2-3      | Stéphane Paille                                                          |
| Journée 18 | Brest Armorique FC     | Dom. | 1-1      | Éric Cantona                                                             |
| Journée 19 | AS Monaco              | Ext. | 0-1      | -                                                                        |
| Journée 20 | FC Mulhouse            | Dom. | 3-3      | Kader Ferhaoui · Laurent Blanc · Éric Cantona                            |
| Journée 21 | Girondins de Bordeaux  | Ext. | 0-2      | -                                                                        |
| Journée 22 | Paris Saint-Germain    | Dom. | 2-0      | Vincent Guérin · Éric Cantona                                            |
| Journée 23 | AJ Auxerre             | Ext. | 1-2      | Kader Ferhaoui                                                           |
| Journée 24 | Olympique de Marseille | Dom. | 1-1      | Laurent Blanc                                                            |
| Journée 25 | Olympique lyonnais     | Ext. | 1-3      | Daniel Xuereb                                                            |
| Journée 26 | FC Nantes              | Dom. | 2-1      | Júlio César · Kader Ferhaoui                                             |
| Journée 27 | Toulouse FC            | Ext. | 0-0      | -                                                                        |
| Journée 28 | OGC Nice               | Dom. | 1-0      | Daniel Xuereb                                                            |
| Journée 29 | FC Metz                | Ext. | 0-1      | -                                                                        |
| Journée 30 | Racing Paris 1         | Ext. | 0-0      | -                                                                        |
| Journée 31 | FC Sochaux-Montbéliard | Dom. | 2-0      | Éric Cantona                                                             |
| Journée 32 | Sporting Toulon        | Ext. | 0-3      | -                                                                        |
| Journée 33 | Lille OSC              | Dom. | 5-0      | Carlos Alberto Valderrama · Daniel Xuereb · Laurent Blanc · Éric Cantona |
| Journée 34 | AS Saint-Etienne       | Ext. | 0-1      | -                                                                        |
| Journée 35 | SM Caen                | Dom. | 5-1      | Daniel Xuereb · Júlio César · Vincent Guérin · Éric Cantona              |
| Journée 36 | Brest Armorique FC     | Ext. | 1-1      | Éric Cantona                                                             |
| Journée 37 | AS Monaco              | Dom. | 0-0      | -                                                                        |
| Journée 38 | AS Cannes              | Ext. | 1-1      | Laurent Blanc                                                            |

### Coupe de France
| Tour            | Adversaire                       | Lieu  | Résultat   | Buteurs du MHSC                              |
| 1/32e de finale | Istres Sports (Division 2)       | Ext.  | 1-0        | Kader Ferhaoui                               |
| 1/16e de finale | CS Louhans-Cuiseaux (Division 2) | Dom.  | 5-1        | Éric Cantona · Laurent Blanc · Daniel Xuereb |
| 1/8e de finale  | FC Nantes (Division 1)           | Dom.  | 2-0        | Carlos Alberto Valderrama · Daniel Xuereb    |
| 1/4 de finale   | Olympique d'Avignon (Division 2) | Ext.  | 1-0        | Vincent Guérin                               |
| 1/2 finale      | AS Saint-Etienne (Division 1)    | Ext.  | 1-0        | Éric Cantona                                 |
| Finale          | Racing Paris 1 (Division 1)      | Paris | 2-1 (a.p.) | Laurent Blanc · Kader Ferhaoui               |

## Statistiques

### Statistiques collectives
| Compétition     | Débute au tour  | Place ou tour final | Matches joués | Gagnés | Nuls | Perdus | Buts pour | Buts contre | Différence |
| Division 1      | -               | 13e                 | 38            | 12     | 10   | 16     | 49        | 48          | +1         |
| Coupe de France | 1/32e de finale | Vainqueur           | 6             | 6      | 0    | 0      | 12        | 2           | +10        |
| Total           | -               | -                   | 44            | 18     | 10   | 16     | 61        | 50          | +11        |

### Statistiques individuelles
| Nat. | Nom          | Division 1 | Division 1  | Division 1 | Division 1   | Coupe de France | Coupe de France | Coupe de France | Coupe de France | Total | Total       | Total  | Total        |
| Nat. | Nom          | M.j.       | But inscrit | Averti     | Carton rouge | M.j.            | But inscrit     | Averti          | Carton rouge    | M.j.  | But inscrit | Averti | Carton rouge |
|      | Rust         | 37         | 0           | 0          | 0            | 6               | 0               | 0               | 0               | 43    | 0           | 0      | 0            |
|      | Palatsi      | 1          | 0           | 0          | 0            | 0               | 0               | 0               | 0               | 1     | 0           | 0      | 0            |
|      | Bonnafous    | 8          | 0           | 2          | 0            | 0               | 0               | 0               | 0               | 8     | 0           | 2      | 0            |
|      | Alicarte     | 1          | 0           | 0          | 0            | 0               | 0               | 0               | 0               | 1     | 0           | 0      | 0            |
|      | Lucchesi     | 24         | 0           | 5          | 0            | 5               | 0               | 0               | 0               | 29    | 0           | 5      | 0            |
|      | Nono         | 12         | 0           | 0          | 1            | 0               | 0               | 0               | 0               | 12    | 0           | 0      | 1            |
|      | Júlio César  | 30         | 3           | 4          | 0            | 6               | 0               | 0               | 0               | 36    | 3           | 4      | 0            |
|      | Blanc        | 36         | 12          | 1          | 0            | 6               | 2               | 0               | 0               | 42    | 14          | 1      | 0            |
|      | Der Zakarian | 24         | 0           | 2          | 0            | 2               | 0               | 0               | 0               | 26    | 0           | 2      | 0            |
|      | Baills       | 34         | 0           | 5          | 0            | 5               | 0               | 0               | 0               | 39    | 0           | 5      | 0            |
|      | Abbes        | 4          | 0           | 0          | 0            | 2               | 0               | 0               | 0               | 6     | 0           | 0      | 0            |
|      | Ayache       | 10         | 0           | 1          | 0            | 3               | 0               | 0               | 0               | 13    | 0           | 1      | 0            |
|      | Valderrama   | 18         | 1           | 0          | 0            | 5               | 1               | 0               | 1               | 23    | 2           | 0      | 1            |
|      | Navarro      | 0          | 0           | 0          | 0            | 0               | 0               | 0               | 0               | 0     | 0           | 0      | 0            |
|      | Rizzetto     | 1          | 0           | 0          | 0            | 0               | 0               | 0               | 0               | 1     | 0           | 0      | 0            |
|      | Lemoult      | 26         | 0           | 0          | 0            | 6               | 0               | 0               | 0               | 32    | 0           | 0      | 0            |
|      | Ferhaoui     | 35         | 5           | 3          | 0            | 6               | 3               | 0               | 0               | 41    | 8           | 3      | 0            |
|      | Guérin       | 35         | 4           | 2          | 0            | 4               | 1               | 0               | 0               | 39    | 5           | 2      | 0            |
|      | Suvrijn      | 27         | 0           | 1          | 0            | 2               | 0               | 0               | 0               | 29    | 0           | 1      | 0            |
|      | Bentoumi     | 0          | 0           | 0          | 0            | 0               | 0               | 0               | 0               | 0     | 0           | 0      | 0            |
|      | Rioust       | 0          | 0           | 0          | 0            | 0               | 0               | 0               | 0               | 0     | 0           | 0      | 0            |
|      | Xuereb       | 34         | 9           | 0          | 0            | 6               | 2               | 0               | 0               | 40    | 11          | 0      | 0            |
|      | Cantona      | 33         | 10          | 3          | 0            | 6               | 4               | 0               | 0               | 39    | 14          | 3      | 0            |
|      | Castro       | 5          | 0           | 0          | 0            | 2               | 0               | 0               | 0               | 7     | 0           | 0      | 0            |
|      | Paille       | 17         | 4           | 1          | 0            | 0               | 0               | 0               | 0               | 17    | 4           | 1      | 0            |

### Autres statistiques
| Meilleurs buteurs \| Joueur \| Total \| \| Éric Cantona \| 14 \| \| Laurent Blanc \| 14 \| \| Daniel Xuereb \| 11 \| \| Kader Ferhaoui \| 8 \| \| Vincent Guérin \| 5 \| \| Stéphane Paille \| 4 \| \| Júlio César \| 3 \| \| Carlos Alberto Valderrama \| 2 \| | Équipe type de la saison Rust Baills Júlio César Blanc Der Zakarian Lemoult Suvrijn Guérin Cantona Ferhaoui Xuereb D'après les temps de jeu à leur poste. |  |
| Joueur | Total |  |
| Éric Cantona | 14 |  |
| Laurent Blanc | 14 |  |
| Daniel Xuereb | 11 |  |
| Kader Ferhaoui | 8 |  |
| Vincent Guérin | 5 |  |
| Stéphane Paille | 4 |  |
| Júlio César | 3 |  |
| Carlos Alberto Valderrama | 2 |  |

Buts
- Premier but de la saison :   Stéphane Paille contre l'AS Cannes lors de la 1re journée de championnat
- Premier doublé :    Laurent Blanc contre l'AS Cannes lors de la 1re journée de championnat
- Plus grande marge : 5 buts (marge positive) 5-0 contre le Lille OSC lors de la 33e journée de championnat
- Plus grand nombre de buts dans une rencontre : 6 buts lors de quatre rencontres